# Chlorella autotrophica
Chlorella autotrofica, ou Chlorella sp. (580), é uma espécie de microalga unicelular eurialina da Divisão Chlorophyta. É encontrada em águas salobras e foi isolada pela primeira vez em 1956 por Ralph A. Lewin . A espécie é definida pela sua incapacidade de utilizar carbono orgânico como fonte de alimento, tornando a espécie um autotrófico obrigatório . Às vezes é considerada uma variedade de Chlorella vulgaris .

## Usos
C. autotrofica tem muitos usos. A espécie tem sido utilizada como matéria-prima para criação de bivalves e alevinos na aquicultura e como fonte do aminoácido L-Prolina . Cientistas alemães e russos investigaram a possibilidade de utilizar a espécie como fonte de alimento para astronautas . A espécie de algas também é uma matéria-prima candidata para a produção de biodiesel devido à sua capacidade de acumular triglicerídeos sob limitação de nitrogênio.